# Strictly Inc.
Strictly Inc. war ein musikalisches Projekt der beiden Musiker Tony Banks (Keyboard und Bass) und Jack Hues (Gesang und Gitarre).

## Geschichte
Keyboarder Tony Banks von der englischen Rockgruppe Genesis und Jack Hues, Gitarrist und Sänger von Wang Chung, fanden sich Mitte der 1990er Jahre für ein musikalisches Projekt unter der Bezeichnung Strictly Inc. zusammen, um gemeinsam einige musikalische Ideen auf den Weg zu bringen. 1995 veröffentlichte man dann das selbstbetitelte Album Strictly Inc. Die Musik erschien bei Virgin Records. Zwei Songs des Albums wurden als Single ausgekoppelt. Only Seventeen und Walls of Sound. Andere Stücke wie An Island in the Darkness wurden auch als Videos bei YouTube realisiert.

## Diskografie

### Alben
- 1995: Strictly Inc. (Virgin Records)

### Singles
- 1995: Only Seventeen (Virgin Records)
- 1995: Walls of Sound (Virgin Records)